# Richard Whittington
Pour les articles homonymes, voir Whittington.
Richard Whittington (c. 1354-1423) est un marchand et un homme politique anglais, député et quatre fois lord-maire de la Cité de Londres, en 1397, 1398, 1406 (où il fut simultanément maire de Calais) et 1420.
Il est le plus jeune fils d'un châtelain de Pauntley près de la forêt de Dean dans le Gloucestershire, et comme il ne peut espérer hériter un jour d'une part de l'héritage familial, son père l'envoie à Londres afin qu'il devienne mercier. Très doué dans les affaires, il acquiert une fortune grâce au commerce de tissus en laine anglaise, très réputée à travers l'Europe à l'époque.
Plus tard, Richard Whittington devient le banquier des rois Henri IV et Henri V. Sa richesse est telle qu'il peut, dit-on, se permettre d'effacer les dettes que les souverains ont contractées à son égard. C'est ainsi qu'un jour, il accueille Henri V à sa table, dans sa maison située dans la City. Au cours du repas, servi dans de la vaisselle d'or, Whittington jette théâtralement dans sa cheminée pour soixante mille livres de liasses de traites correspondant au montant de la dette royale.
Durant sa vie, il a financé un certain nombre de projets publics, tels que des systèmes de drainage dans les quartiers pauvres de Londres, ou bien une toilette publique, la Whittington's Longhouse (en), fondée en 1421 et qui restera en fonction jusqu'au XVIIe siècle, ou bien encore une salle d'hôpital pour les mères célibataires. Il a légué sa fortune pour créer l'œuvre de bienfaisance « Monsieur Richard Whittington », si utile que près de six cents ans plus tard, elle continue à aider les gens dans le besoin.

## La légende de Whittington et de son chat
Les rares représentations picturales que l'on possède de Whittington le représentent presque systématiquement en compagnie d'un chat. La raison en est très certainement un récit légendaire.

### Synopsis
Ce récit raconte que la fortune du lord-maire était due à l'efficacité de son chat. En effet, devenu orphelin très jeune, selon l'histoire, Richard (dont l'abréviation est « Dick ») devint « gâte-sauce » (c'est-à-dire marmiton) dans les cuisines d'un opulent marchand de la City. Or, ce dernier ayant armé un vaisseau, autorisa ses employés à mettre dans la cargaison tout ce dont ces derniers voulaient se défaire, avec espoir d'en tirer profit. Whittington n'avait que son chat, qu'il joignit à la pacotille, malgré les protestations du greffier chargé d'enregistrer le chargement. Après une longue navigation, le navire aborda une côte barbare dont le souverain habitait un palais infesté de souris. Le capitaine du bateau confia au roi le chat de Whittington qui débarrassa la demeure royale de tous ses rongeurs. Reconnaissant, le souverain acheta la cargaison du navire pour dix fois sa valeur marchande et Whittington, recevant ainsi une part importante des bénéfices, commença de cette façon son ascension sociale.

### Origines
Apparue dès 1605, elle fit l'objet d'une adaptation théâtrale l'année même et fut une source d'inspiration dans les siècles qui ont suivi. On ignore quelles sont les origines de cette histoire, car il n'est pas sûr que Whittington ait été propriétaire d'un félin durant sa vie. On sait néanmoins, que le mot désignant un « chat » en anglais : Cat, est homonyme avec un type d'embarcation d'origine néerlandaise le Kat (ancêtre de l'actuel Catboat et de la Chatte), sorte d'allège qui servait notamment au transport des marchandises dans les ports. Il est possible que l'utilisation de ce type de bateau dans le port de Londres soit à l'origine de la fortune du lord-maire.
Par ailleurs, la légende est peut-être aussi associée à celle d'un conte persan racontant l'histoire d'un orphelin qui avait fait fortune grâce à son chat. Cette histoire pouvant provenir d'une source italienne du XVe siècle, la Novella della Gatte (« La nouvelle de la chatte »), elle-même relatée plus tard au XIXe siècle dans l'ouvrage du diplomate et orientaliste William Gore Ouseley, fils de William Ouseley. Le nom de l'île de Kish trouverait aussi son origine selon cette légende persane :

« Un jeune homme pauvre nommé Keis, fils d’une veuve de Siraf (qui était alors une ville prospère avec son port sur les bords du Golfe Persique) partit un jour chercher fortune de par le monde. Un chat était son compagnon. 
En Inde, il arriva dans une ville où le maharajah avait un gros souci : son palais était envahi de rats. Le chat de Keis fit merveille : il les anéantit tous. Le chat fut traité en héros  ! Pour les remercier, le maharaja les récompensa richement et Keis put retourner dans son pays, dans sa ville. Il alla fonder son royaume sur une petite île fertile à quelques kilomètres au large de la côte de Siraf. Il fut un roi de grande notoriété. »